# Duvalia polita
Duvalia polita är en oleanderväxtart som beskrevs av Nicholas Edward Brown. Duvalia polita ingår i släktet Duvalia och familjen oleanderväxter. Inga underarter finns listade i Catalogue of Life.